# 贝布尔河畔雅利尼
貝布爾河畔雅利尼（法語：Jaligny-sur-Besbre，法語發音：[ʒaliɲi syʁ bɛbʁ]）是法国阿列省的一个市镇，位于该省东部，属于维希区。

## 地理
贝布尔河畔雅利尼（46°22'47"N, 3°35'31"E）面积9.63 平方千米，位于法国奥弗涅-罗讷-阿尔卑斯大区阿列省，该省份为法国中部省份，北起涅夫勒省、西北接谢尔省，西南至克勒兹省，南至多姆山省，东南临卢瓦尔省，东临索恩-卢瓦尔省。
与贝布尔河畔雅利尼接壤的市镇（或旧市镇、城区）包括：沙泰尔佩龙、沙夫罗什、蒂奥讷、特雷托。

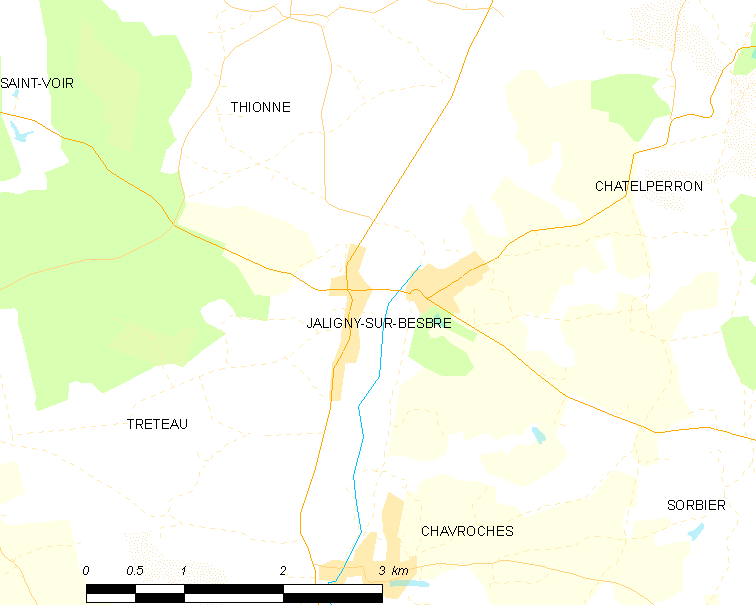
贝布尔河畔雅利尼的OSM定位图

贝布尔河畔雅利尼的时区为UTC+01:00、UTC+02:00（夏令时）。

## 行政
贝布尔河畔雅利尼的邮政编码为03220，INSEE市镇编码为03132。

## 政治
贝布尔河畔雅利尼所属的省级选区为穆兰第二县。

## 人口

1962-2008年间贝布尔河畔雅利尼人口变化图示

贝布尔河畔雅利尼于2022年1月1日时的人口数量为556人。